# Ankhop
Ankhop – gaun wikas samiti we wschodniej części Nepalu w strefie Meći w dystrykcie Taplejung. Według nepalskiego spisu powszechnego z 2001 roku liczył on 457 gospodarstw domowych i 2540 mieszkańców (1298 kobiet i 1242 mężczyzn).